# O Melhor de Edson & Hudson
O Melhor de Edson & Hudson é a primeira coletânea lançada pela dupla sertaneja brasileira Edson & Hudson, lançada em 2005 pela Deckdisc. A compilação contém 20 faixas, sendo 16 extraídas dos álbuns No Limite da Saudade, Acústico Ao Vivo e O Chão Vai Tremer; duas inéditas e duas participações com as duplas Matogrosso & Mathias e Marlon & Maicon. O álbum vendeu mais de 50 mil cópias, e rendeu disco de ouro.

## Faixas
| N.º | Título                                                   | Duração |  |
| 1.  | "Azul (Azul)"                                            | 3:08    |  |
| 2.  | "Mil Razões Para Chorar"                                 | 3:36    |  |
| 3.  | "Porta-Retrato"                                          | 3:28    |  |
| 4.  | "Zoião"                                                  | 2:32    |  |
| 5.  | "Jura (Lluvia)"                                          | 3:46    |  |
| 6.  | "Te Quero Pra Mim (It Matters To Me)"                    | 3:12    |  |
| 7.  | "Me Bate, Me Xinga"                                      | 2:57    |  |
| 8.  | "24 Horas de Amor" (part. Matogrosso & Mathias)          | 3:47    |  |
| 9.  | "Você é Tudo Que Eu Preciso (Un Amor Que Termina Asi)"   | 4:23    |  |
| 10. | "Ciúme Exagerado"                                        | 3:14    |  |
| 11. | "É Impossível Te Esquecer"                               | 2:56    |  |
| 12. | "Deixa Eu Te Amar"                                       | 3:24    |  |
| 13. | "Festa Louca (Mi Vida Loca) (My Crazy Life)"             | 2:32    |  |
| 14. | "Majestade, o Sabiá" (part. Marlon & Maicon)             | 3:28    |  |
| 15. | "Quer Namorar Comigo?"                                   | 3:22    |  |
| 16. | "Rabo-de-Saia"                                           | 3:38    |  |
| 17. | "A Força da Paixão"                                      | 2:44    |  |
| 18. | "Chico Mineiro / Estrada da Vida / O Menino da Porteira" | 2:51    |  |
| 19. | "O Bicho Vai Pegar" (part. Rionegro & Solimões)          | 3:24    |  |
| 20. | "Cervejaria"                                             | 3:31    |  |

## Certificações
| Brasil (ABPD)                             | Ouro | 2005 | 50.000* |
| *número de vendas baseado na certificação |      |      |         |